# WABC-TV
Pour les articles homonymes, voir WABC et ABC7.
WABC-TV est l'une des stations phares du réseau ABC des États-Unis. Elle est située à New York. C'est l'une des chaînes détenue et exploitée par ABC et des plus connues avec le succès de Eyewitness News et de la matinale Live with Kelly and Mark diffusée à l'échelle nationale en syndication par Disney-ABC Domestic Television.
Dans les quelques régions de l'est des États-Unis où ABC n'est pas disponible en hertzien, WABC-TV est disponible par satellite sur le bouquet DirecTV. Depuis le 4 mars 2009, la chaîne est de nouveau disponible sur le bouquet Dish Network.

## Historique

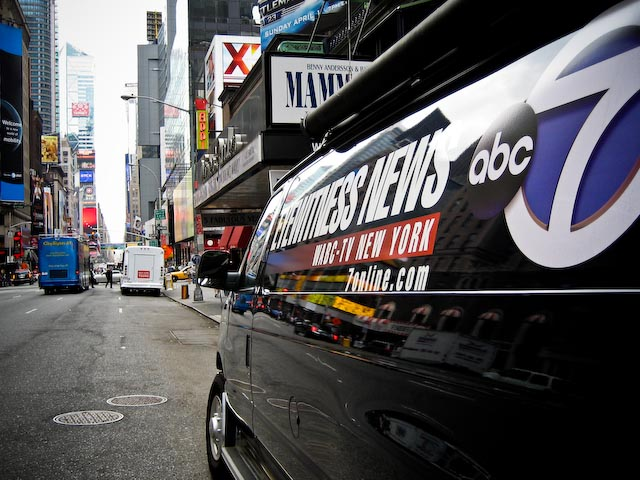
Camion de l'émission Eyewitness News dans New York.

La chaîne est créée le 10 août 1948 sous le nom de WJZ-TV avec une retransmission de deux heures dans la soirée. C'est la première chaîne fondée par le tout jeune réseau American Broadcasting Company. Deux autres stations sont créées la même année, WENR-TV (depuis WLS-TV) à Chicago et WXYZ-TV à Détroit. Le nom de la chaîne provient de la radio WJZ-AM (770) aussi affiliée à ABC.
Le 1er mai 1953, la chaîne est renommée WABC-TV lors de la fusion entre ABC et United Paramount Theatres. Le nom WJZ est donné en 1957 à la station WAAM de Baltimore, affiliée à ABC jusqu'en 1995 avant de changer pour CBS. Les locaux de la chaîne sont situés sur la 66th Street dans ce qui était une ancienne étable. Leonard Goldenson se rappelle que l'odeur des chevaux se faisait encore sentir.
En 1977, ABC lance un programme d'agrandissement de ses locaux à New York. Elle fait construire à l'angle de Columbus Avenue et de la West 66 Street, le bâtiment de dix étages surnommé 7 Lincoln Square à la place d'un entrepôt abandonné (en réalité c'est le 149 Columbus Avenue). Tandis que l'ancien parking situé au 30 West 67 Street est transformé en un imposant édifice de quinze étages. Les deux bâtiments sont achevés en juin 1979. La chaîne déménage ses locaux du 77 West 66 Street au 149 Columbus Avenue, libérant ainsi de l'espace pour la société American Broadcasting Company.
Le 9 février 1996, The Walt Disney Company finalise son rachat de Capital Cities/ABC et rebaptise sa nouvelle filiale ABC Inc.
Le 11 septembre 2001, avec les attentats du 11 septembre 2001, l'émetteur de la tour 1 du World Trade Center est détruit, faisant perdre le signal pour neuf stations WABC-TV, WCBS-TV, WNBC, WNYW, WWOR-TV, WPIX, WNET Newark, WPXN-TV et WNJU 47. Rapidement le signal de WABC est rétabli grâce à d'autres stations UHF non installées sur le World Trade Center puis depuis un émetteur temporaire placé sur l'Armstrong Tower à Alpine, Comté de Bergen, New Jersey. Par la suite, les stations réintégrent l'émetteur de l'Empire State Building.
Le 2 mars 2010, ABC et l'opérateur Cablevision ne parviennent pas à obtenir un accord sur les droits de distribution d'ABC dans la zone urbaine de New York, ABC menaçant de couper la chaîne juste avant la cérémonie des Oscars. Le samedi 6 mars, Disney Media Networks suspend la livraison du signal WABC-7 délivré à Cablevision. Le dimanche 7 mars dans la soirée, Disney rebranche le signal permettant aux téléspectateurs de voir la retransmission des Oscars. Le lundi 8 mars, Disney annonce qu'aucun accord financier n'a encore été obtenu mais que les négociations ont repris. Le nœud du problème concerne les droits de retransmission de la chaîne locale WABC-7 par Cablevision dans la zone métropolitaine de New York, du New Jersey et du Connecticut, augmenté par Disney de 40 millions d'USD annuels, Cablevision générant plusieurs milliards de dollars de revenus des abonnements. Disney recevait avant mars 2010, environ 200 millions d'USD pour les 3,1 millions de foyers abonnés à Cablevision.

## Télévision numérique
Le signal numérique de la chaîne est un multiplexe :
| Canal virtuel | Nom     | Image | Ratio | Programmation                             |
| ------------- | ------- | ----- | ----- | ----------------------------------------- |
| 7.1           | WABC-DT | 720p  | 16:9  | Programmation principale WABC-TV / ABC HD |
| 7.2           | LOCLish | 720p  | 16:9  | Localish                                  |
| 7.3           | Charge  | 480i  | 16:9  | Charge! (en)                              |
| 7.4           | HSN     | 480i  | 16:9  | HSN (en)                                  |

## Locaux à New York
D'après le site City-Data.com, la société ABC possède plusieurs locaux dans New York, principalement regroupés sur la West 66th Street.
Le principal est un ensemble à l'angle de Columbus Avenue et la West 66th Street. Il comprend :
- le siège officiel située au 77 West 66th Street, un édifice de 22 étages construit en 1988 sur une parcelle de 53 m x 61 m[9] soit 3 250 m2 ;
- le 149-155 Columbus Avenue, un édifice en deux parties, l'une de dix et l'autre de sept étages, toutes deux comportant des baies vitrées aux étages supérieurs. L'ensemble est construit sur une parcelle de 30 m x 61 m[10] soit 1 830 m2 ;
- le 30-34 West 67th Street, un édifice de quinze étages avec une façade sur la 66th et la 67th Street sur une parcelle de 30 m x 30 m[11] soit 930 m2 ;
- l'ancien First Battery of New York National Guard, un édifice situé au numéro 56 de l'autre côté de la rue. C'est un édifice de cinq étages sur une parcelle de 53 m x 30 m[9] soit 1 600 m2 ;
- ABC occupe aussi le 47 West 66th Street, trois édifices dont un de 14 étages sur une parcelle de 114 m x 30 m[9] soit 3 480 m2.

Au total ABC occupe 9 800 m2 des 14 900 m2 du bloc.

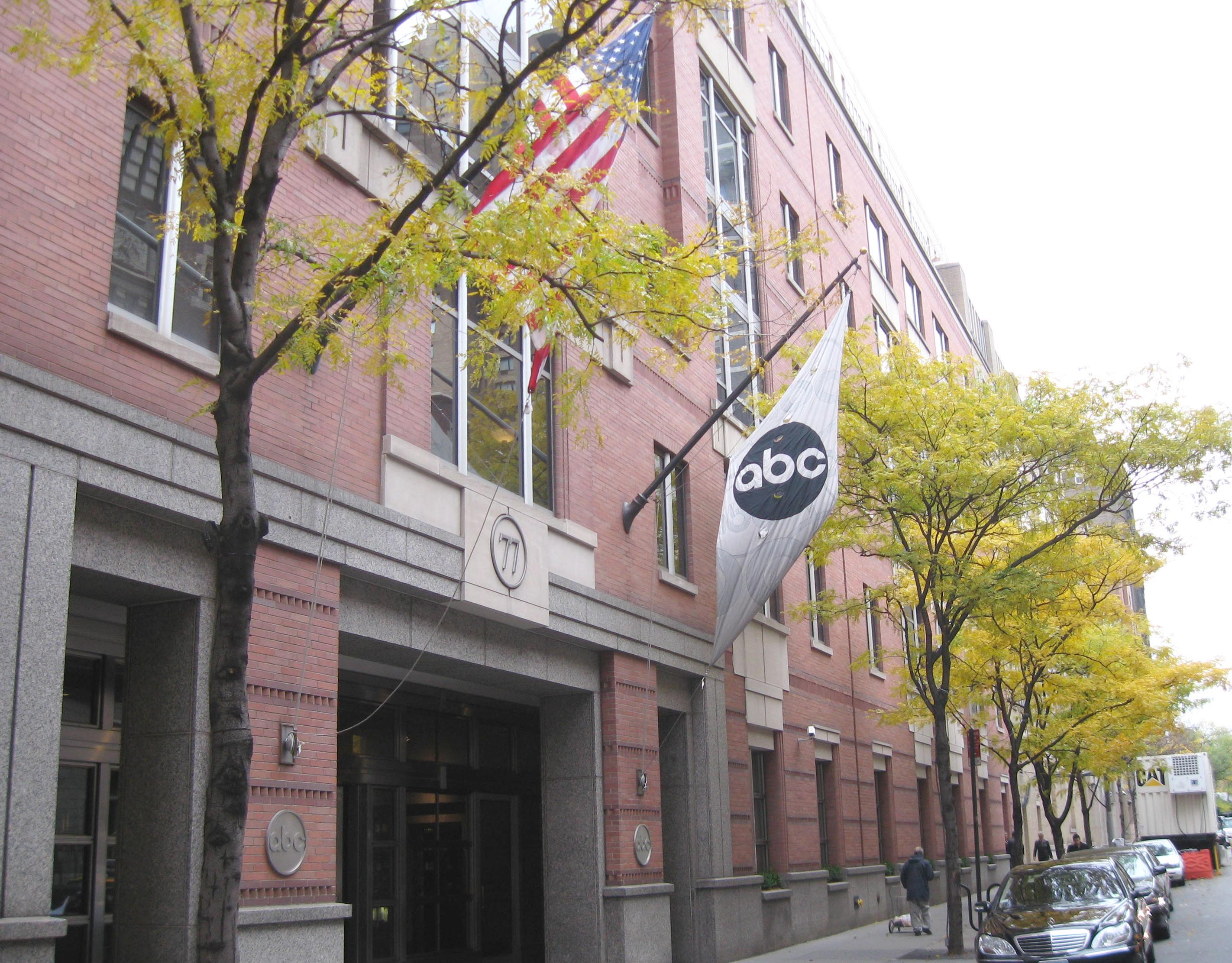
Entrée du siège officiel d'ABC au 77 West 66 Street.
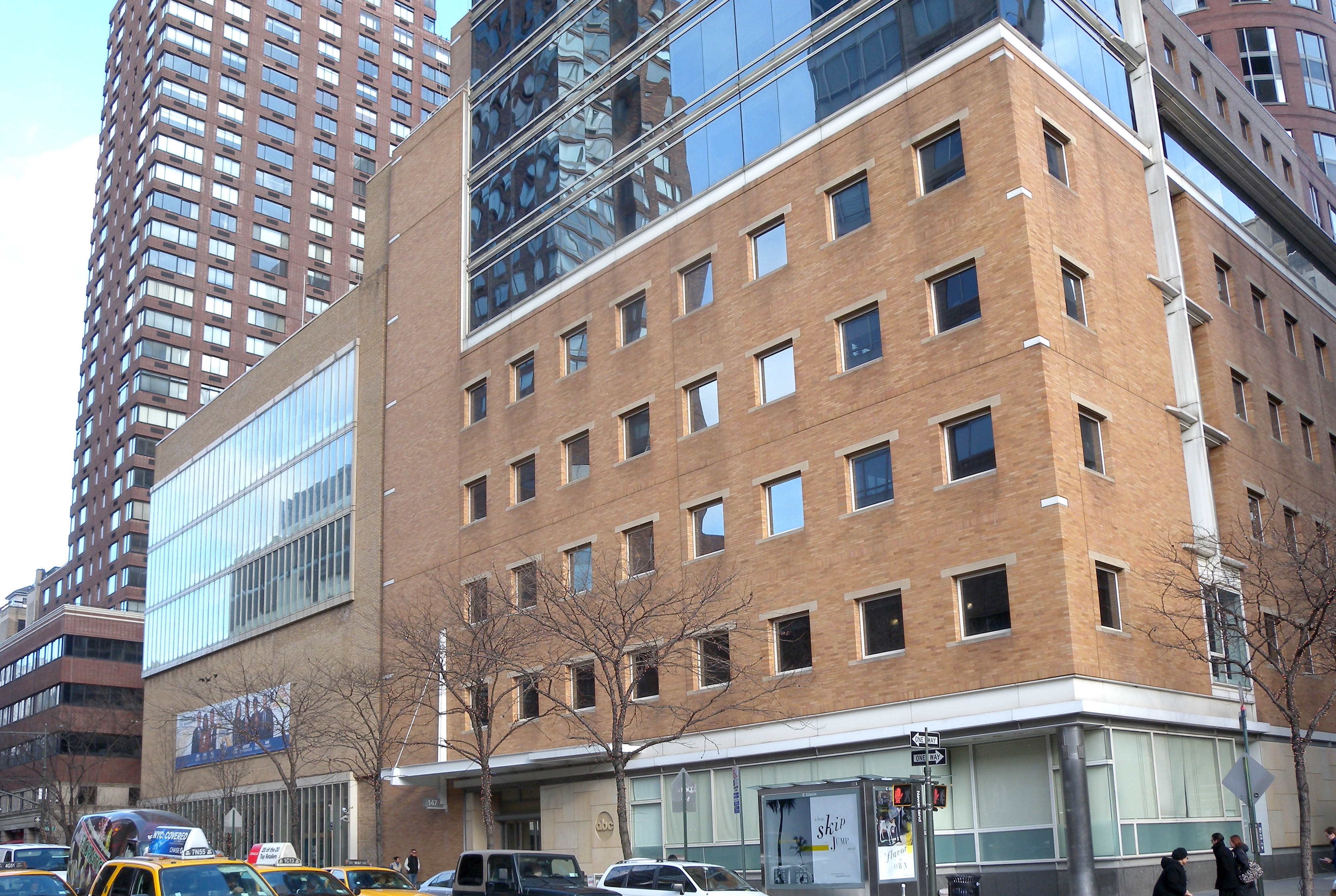
Bâtiments de WABC-TV au 149-155 Columbus Avenue.
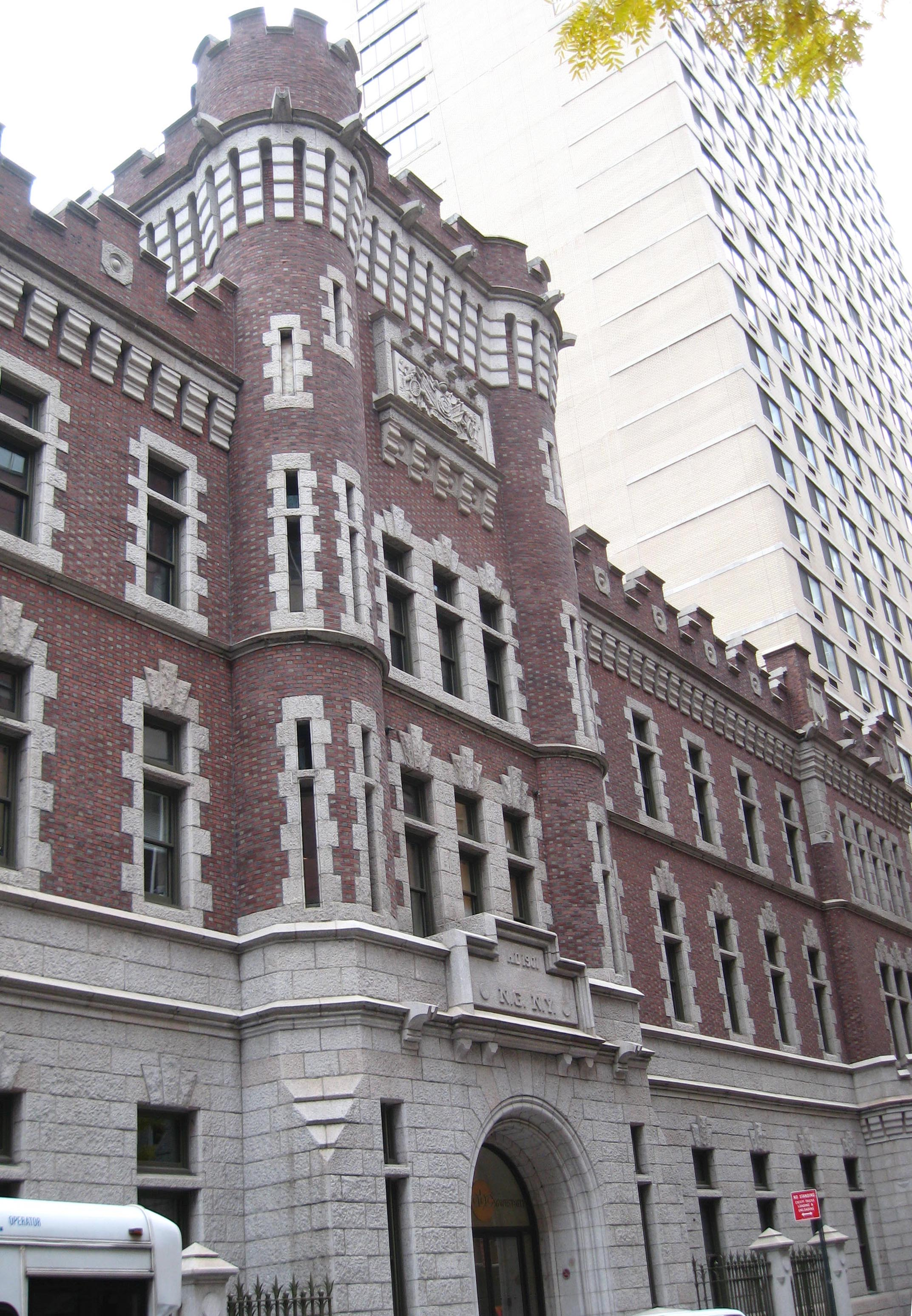
Locaux d'ABC dans l'ancien First Battery of New York National Guard.

ABC possède aussi le Times Square Studios au 1500 Broadway mais n'est, semble-t-il, pas propriétaire du terrain, détenu par un fonds de développement pour le projet 42e rue.
ABC News possède des locaux situés un peu plus loin sur la 66th Street, au 121-135 West End Avenue. C'est un édifice de six étages occupant une parcelle de 60 m x 116 m soit 6 900 m2. La section de West End Avenue devant le bâtiment est renommée Peter Jennings Way en 2006 en honneur du présentateur vedette d'ABC News.